# Tomaz Vieira da Cruz
Tomaz Vieira da Cruz (Constância, 22 d'abril de 1900 — Lisboa, 7 de juny de 1960) fou un poeta, músic i periodista portuguès del segle xx. També va fundar i dirigir el periòdic literari Mocidade.
Nascut i mort a Portugal, va viure molts anys a Angola, on va escriure tres llibres de poesia, reeditats en 1971 sota el títol general de Quissange.

## Obres
- Quissange - Saudade Negra (1932)
- Vitória de Espanha (1939)
- Tatuagem (1941)
- Cinco Poesias de África (1950)
- Cazumbi (1950)